# Biżerewicze
Biżerewicze (błr.  Біжаравічы;  ros. Бижеревичи) – wieś na Białorusi, w rejonie pińskim obwodu brzeskiego, około 25 km na  wschód od Pińska. 

## Historia
Pierwsza wzmianka o Biżerewiczach pochodzi z 1498 roku. Była to odwieczna siedziba rodziny Ordów herbu Ostoja. W 1525 roku królowa Bona nadała (prawdopodobnie potwierdziła nadanie) te dobra Semenowi Juchnowiczowi Ordzie, chorążemu pińskiemu, przedstawicielowi „czarnej” gałęzi rodziny Ordów. W rękach tej gałęzi rodziny Biżerewicze pozostawały do 1939 roku, do tego roku w tamtejszym dworze przechowywany był ten dokument podpisany przez królową. W XVII wieku właścicielem majątku był Samuel Orda, po nim – jego syn Stanisław Wincenty Orda (zm. w 1689 roku), poseł na sejm w 1652 roku, kasztelan żmudzki (1670) i trocki (1683), po nim, jego syn, Dominik, komorzy piński.
Po II rozbiorze Polski w 1793 roku Biżerewicze, wcześniej należące do województwa brzeskolitewskiego Rzeczypospolitej, znalazły się na terenie guberni mińskiej Imperium Rosyjskiego. 
W I połowie XIX wieku były własnością Wiktora Ordy, marszałka szlachty powiatu pińskiego w latach 1844–1851, siódmego z kolei dziedzica tych dóbr. Po nim te i wiele innych dóbr odziedziczył jego syn, Witold Orda (1828–1895). Poza kilkunastoma wsiami otrzymał od ojca pół miliona rubli w gotówce, za którą kupił jedynie 12 tysięcy hektarów dóbr Chojno, większość jednak oddał na potrzeby powstania styczniowego. Witold był więziony w Grodnie po upadku powstania. Został wykupiony od kary śmierci za łapówkę w postaci darowizny jednego z jego folwarków. Po śmierci Witolda jego dobra zostały podzielone między synów, Biżerewicze przypadły Stanisławowi (1867–1916), po którym dziedziczył jego syn Janusz (ur. w 1907 roku), dziesiąty i ostatni właściciel majątku.
We wsi w II połowie XIX wieku była kaplica katolicka parafii pińskiej.
Po ustabilizowaniu się granicy polsko-radzieckiej w 1921 roku Biżerewicze znalazły się na terenie Polski, w gminie Lemieszewicze powiatu pińskiego województwa poleskiego, od 1945 roku – w ZSRR, od 1991 roku – na terenie Republiki Białorusi.
Biżerewicze przez pewien czas (od 1940 roku) były siedzibą sielsowietu.

## Dawny dwór

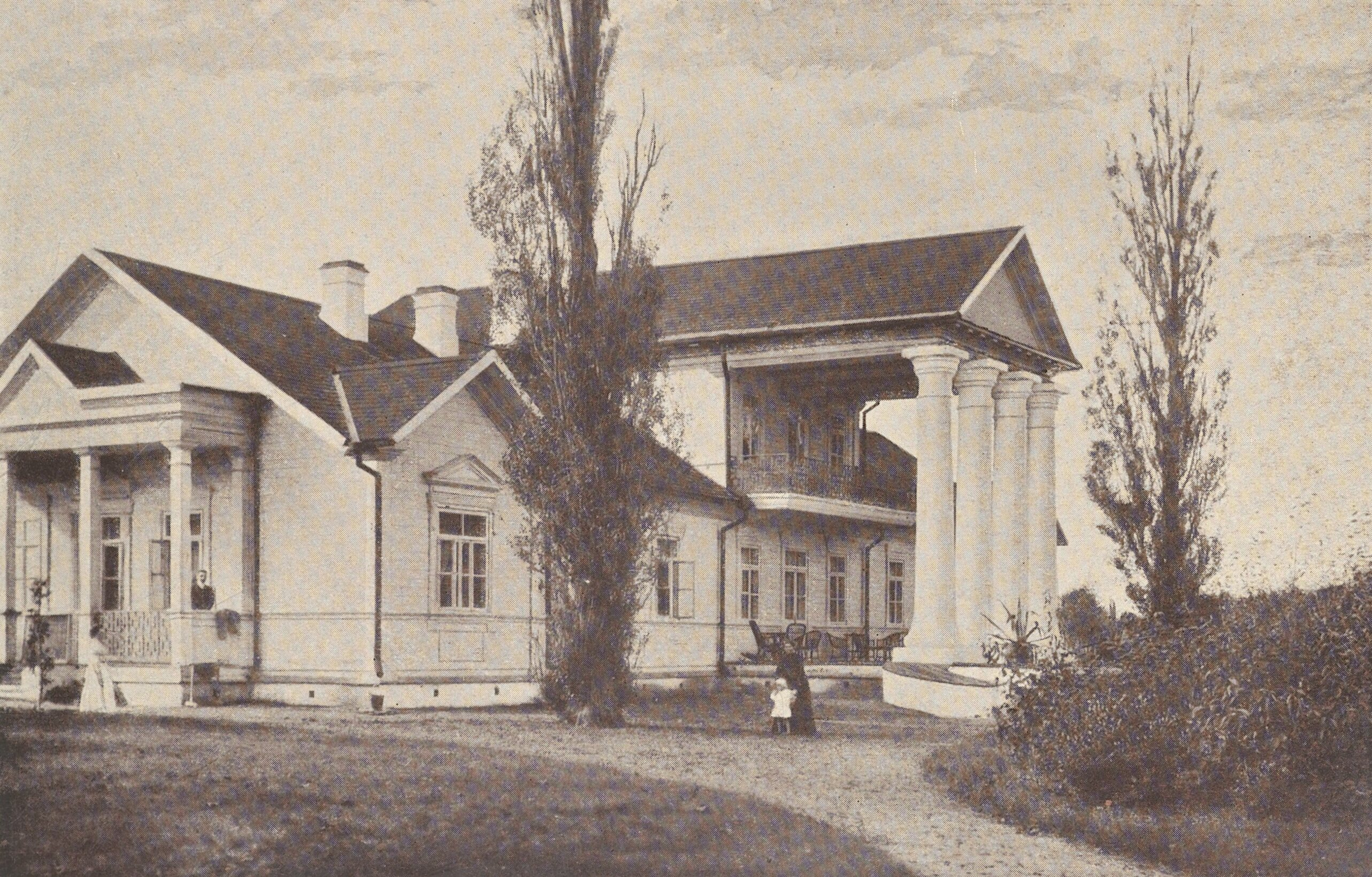
Dwór przed 1911

W XIX wieku istniał w Biżerewiczach stary dwór, w którym mieszkał marszałek Wiktor Orda. Na skutek nieumiejętnej przebudowy dwór musiał zostać rozebrany. Nowy dwór i jego otoczenie zostały ostatecznie wykończone przez Stanisława w 1904 roku. Był to podpiwniczony, drewniany budynek o trzynastoosiowej elewacji, z parterowymi skrzydłami i piętrową trzyosiową częścią środkową z ryzalitem i wydatnym portykiem zwieńczonym trójkątnym szczytem wspieranym przez cztery potężne kolumny w wielkim porządku. Pod szczytem na I piętrze był balkon. Z czasem zmieniono geometrię dojazdu do dworu i dotychczasowa strona frontowa stała się stroną ogrodową. Nowa strona frontowa miała analogiczną elewację, z tą różnicą, że kolumny nie były ustawione w linii prostej, a w półkolu.
Na centralnej osi budynku była sień i ogromna sala balowa. Planowano jego dalszą rozbudowę: boczne skrzydła i oszklone galerie. Przy starej drodze dojazdowej znajdował się cmentarz rodzinny. Planowano wybudowanie kaplicy. I wojna światowa pokrzyżowała te wszystkie plany. Dwór jednak przetrwał wojnę i rewolucję. W dwudziestoleciu międzywojennym majątek był starannie pielęgnowany.
Przed dworem był rozległy gazon, po którego drugiej stronie była główna brama wjazdowa. Park miał powierzchnię kilku hektarów i rozciągał się za domem. W parku była sadzawka i mostek z balustradą. W 1925 roku usypano w parku kopiec upamiętniający 400-lecie posiadania majątku przez Ordów. Na szczycie kopca był krzyż.
Majątek w Biżerewiczach jest opisany w 2. tomie Dziejów rezydencji na dawnych kresach Rzeczypospolitej Romana Aftanazego.